# Brückl

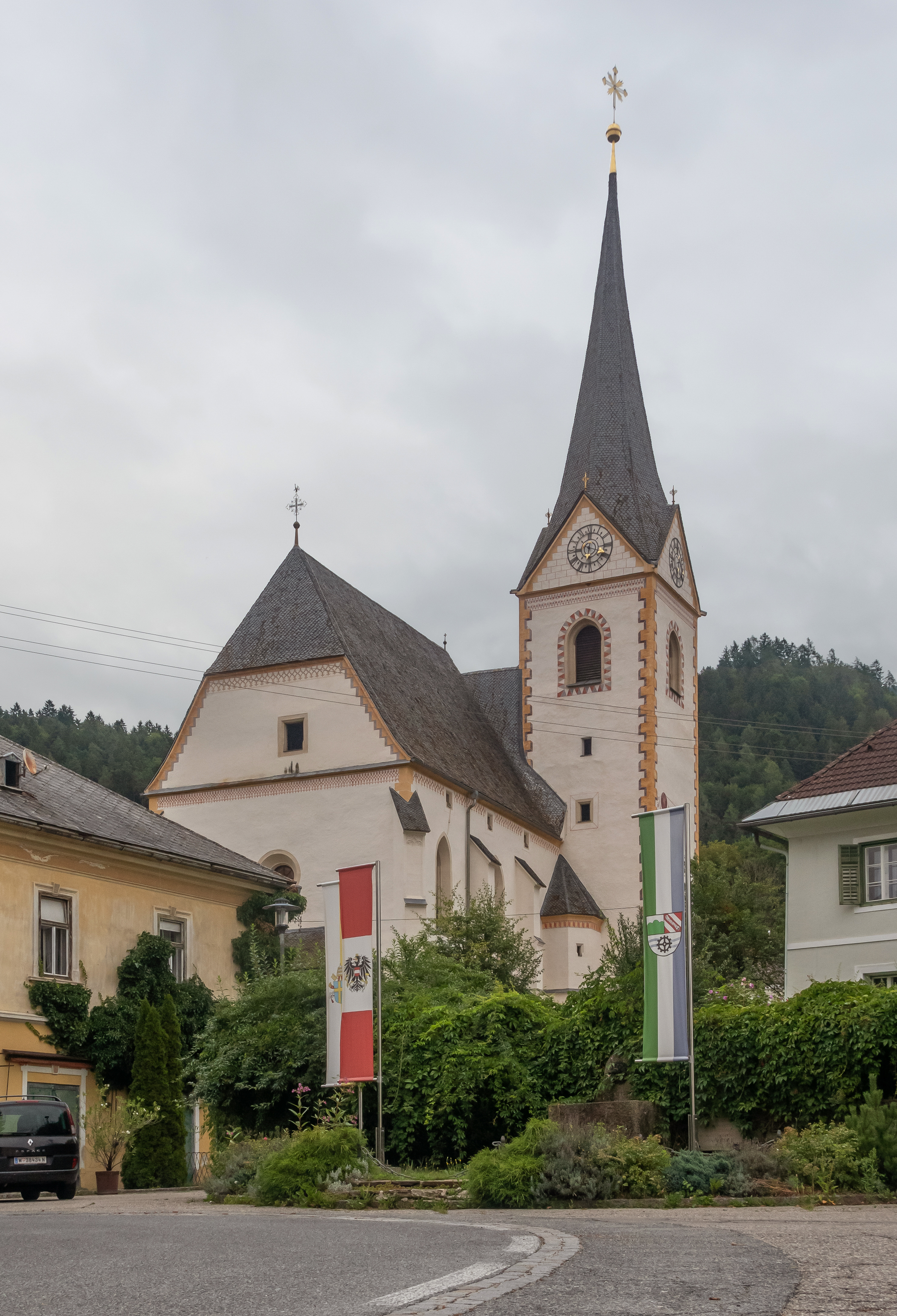
Brückl, l'église catholique: Pfarrkirche Sankt Johannes der Täufer

Brückl est une commune autrichienne du district de Sankt Veit an der Glan en Carinthie.